# Бодуэн II (граф Булони)
Бодуэн II (фр. Baudouin II de Boulogne; погиб в 1033) — граф Булони (990—1033). Сын Арнульфа III.

## Биография
В 990 году после смерти отца Бодуэн II, в результате раздела его владений между тремя братьями, получил графство Булонь.
Воспользовавшись малолетством Бодуэна IV Фландрского, граф Булони объявил себя независимым правителем. В результате началась война, в которой сначала в 1017 году погиб брат Бодуэна II Арнуль де Тернуа, а затем в 1033 году и он сам был убит сеньором Понтье Ангерраном I.
Бодуэн II был женат на Аделаиде Фризской (ум. в 1045), дочери графа Западной Фризии Арнульфа Голландского и Луитгарды Люксембургской. Их сын:
- Эсташ I (ок. 995—1049), граф Булони.

Его вдова вышла замуж за сеньора Понтье Ангеррана I, который принял титул графа.